# Yann Lachuer
Ne doit pas être confondu avec Yoann Lachor.
Pour les articles homonymes, voir Lachuer.
Yann Lachuer, né le 5 août 1972 à Champigny-sur-Marne (Val-de-Marne), est un footballeur puis entraîneur français. 
Après des débuts à l'US Créteil, il rejoint l'AJ Auxerre avec qui il est champion de France en 1996 et vainqueur de la Coupe de France en 2003 et 2005. Il joue également à La Berrichonne de Châteauroux, au Paris SG, au SC Bastia et à l'ES Troyes AC avant de terminer sa carrière à l'US Orléans. 
Il est le frère aîné de Julien Lachuer.

## Biographie

### Jeunesse et formation en Ile-de-France
Yann Lachuer commence le football à l'US Métro puis au Club Olympique de Joinville-le-Pont avant de rejoindre le club de l'US Créteil. Il joue un match en équipe première lors de la saison 1990-1991 de Division 2 puis s'impose comme titulaire au poste de milieu de terrain offensif lors de la saison 1992-1993.

### Départ pour l'AJ Auxerre (1993-1998)
Courtisé par les Girondins de Bordeaux et le Valenciennes FC, il choisit Auxerre, sous l'impulsion de Guy Roux.
Il joue pendant trois saisons avec l'équipe réserve avec laquelle il est sacré deux fois champion de National 2. Lachuer est aussi sacré champion de France 1996, ayant joué un match de D1 (seulement le deuxième en trois saisons).
Pour la saison 1996-1997, Auxerre décide de le prêter à Châteauroux. Auteur de neuf buts en 32 matches, il est l'homme de base de l'équipe de Victor Zvunka championne de Division 2. Il déclare : « Franchement, je ne souhaite pas revenir en Bourgogne. À Châteauroux, grâce à une bande de copains, j'ai retrouvé toute mes sensations de footballeur ».
Dès son retour, Guy Roux l'intègre au groupe. Lancé en Coupe Intertoto, il enchaîne en championnat dès la première journée. Il s'installe aux côtés de Sabri Lamouchi et Cyril Jeunechamp dans l'entre-jeu auxerrois. Rapidement il inscrit son premier but (3e journée), puis un second (5e) avant son premier doublé (11e). Le 16 septembre 1997, il dispute et gagne son premier match de Coupe d'Europe chez le Deportivo La Corogne. Quelques mois après son retour, Yann s'est imposé comme une pièce maîtresse de l'échiquier de Roux. Lachuer dirige la manœuvre avec Lamouchi : bon technicien, doté d'une bonne vision de jeu, il alimente régulièrement la triplette d'attaque de l'AJA. Après une première saison à ce niveau riche et réussie (29 matchs et 7 buts en D1, quart de finaliste de C3 et demi-finaliste de Coupe de la Ligue), il est en fin de contrat.

### PSG puis Bastia (1998-2001)
À l'été 1998, Yann Lachuer, en fin de contrat, s'engage avec le Paris Saint-Germain où il ne parvient pas à s'imposer sur la durée malgré une bonne série de matchs ou il relègue la superstar Jay-Jay Okocha sur le banc. Il est alors prêté une saison au SC Bastia où il se distingue aux côtés des attaquants Pierre-Yves André et Frédéric Née qui bénéficient de son talent de passeur. Après une saison réussie, le club corse lève l'option d'achat et Lachuer signe un contrat de 4 ans. 

### Joueur majeur d'Auxerre (2001-2006)
Il retourne à Auxerre en 2001 et s'impose comme l'un des cadres de l'équipe, portant le brassard de capitaine, remportant notamment deux coupes de France en 2003 et 2005, jouant la C1 contre Arsenal ou Dortmund. C'était l'un des derniers représentants des "numéros dix a l'ancienne", des meneurs de jeu comme Zidane, Platini ou, plus près de lui,  Vikash Dhorasso, Eric Carrière ou encore Johan Micoud

### Troyes, Châteauroux et fin de carrière à Orléans (2006-2009)
En 2006, Lachuer quitte Auxerre pour rejoindre Troyes, son contrat n'étant pas renouvelé. Il n'y reste qu'une saison avant de retourner à Châteauroux, où il ne dispute que 17 matches et marque 3 buts et quitte le club à la fin de la saison.
Sans club au début de la saison 2008-2009, Lachuer s'engage en décembre avec le club de l'US Orléans, qui joue en CFA. Il met fin à sa carrière en cours de saison à cause d'une blessure aux ligaments croisés.

### Reconversion en tant qu'entraineur (2009-)
La saison suivante (2009-2010), il devient entraîneur de l'équipe d'Orléans. Il monte en National en terminant 1er du groupe D du CFA. Il occupe ce poste jusqu'en fin de saison 2011-2012.
Il devient en juillet 2016 l'entraîneur de l'USM Saran, club de Division d'honneur, où il succède à Frédéric Guéguen.
Le 19 novembre 2018, il est nommé entraineur du SO Romorantin (National 2 groupe B) en remplacement de Xavier Dudoit. Il a pour mission de maintenir le SO Romorantin en National 2, mission compliquée puisque l’équipe n’a toujours pas gagné un match après onze journées (5 nuls, 6 défaites) et compte déjà six points de retard sur le premier non relégable. L'objectif sera atteint en fin de saison puisque le SO Romorantin va terminer 12ème du groupe. Yann Lachuer est élu par le site footnational meilleur entraineur de la poule B du championnat de National 2.

## Statistiques
Le tableau ci-dessous résume les statistiques en match officiel de Yann Lachuer depuis ses débuts de joueur professionnel,,.
| Saison                | Club                  | Championnat           | Championnat | Championnat | Coupe nationale | Coupe nationale | Coupe de la Ligue | Coupe de la Ligue | Compétition(s) continentale(s) | Compétition(s) continentale(s) | Compétition(s) continentale(s) | Trophée des champions | Trophée des champions | Total | Total |
| Saison                | Club                  | Division              | M.          | B.          | M.              | B.              | M.                | B.                | Comp.                          | M.                             | B.                             | M.                    | B.                    | M.    | B.    |
| 1990-1991             | US Créteil            | Division 2            | 1           | 0           | -               | -               | -                 | -                 | -                              | -                              | -                              | -                     | -                     | 1     | 0     |
| 1991-1992             | US Créteil            | Division 3            | ?           | ?           | -               | -               | -                 | -                 | -                              | -                              | -                              | -                     | -                     | ?     | ?     |
| 1992-1993             | US Créteil            | Division 2            | 31          | 5           | 4               | 0               | -                 | -                 | -                              | -                              | -                              | -                     | -                     | 35    | 5     |
| 1993-1994             | AJ Auxerre            | Division 1            | -           | -           | -               | -               | -                 | -                 | -                              | -                              | -                              | -                     | -                     | 0     | 0     |
| 1994-1995             | AJ Auxerre            | Division 1            | 1           | 0           | -               | -               | 1                 | 0                 | -                              | -                              | -                              | -                     | -                     | 2     | 0     |
| 1995-1996             | AJ Auxerre            | Division 1            | 1           | 0           | -               | -               | -                 | -                 | -                              | -                              | -                              | -                     | -                     | 1     | 0     |
| 1996-1997             | LB Châteauroux (prêt) | Division 2            | 32          | 9           | 2               | 1               | 1                 | 0                 | -                              | -                              | -                              | -                     | -                     | 35    | 10    |
| 1997-1998             | AJ Auxerre            | Division 1            | 29          | 7           | 2               | 0               | 3                 | 1                 | CI+C3                          | 8+7                            | 2+0                            | -                     | -                     | 49    | 10    |
| 1998-1999             | Paris Saint-Germain   | Division 1            | 20          | 1           | 1               | 0               | 1                 | 0                 | C2                             | 2                              | 0                              | 1                     | 1                     | 25    | 2     |
| 1999-2000             | SC Bastia             | Division 1            | 33          | 3           | 1               | 0               | 4                 | 1                 | -                              | -                              | -                              | -                     | -                     | 38    | 4     |
| 2000-2001             | SC Bastia             | Division 1            | 32          | 4           | 3               | 1               | 1                 | 0                 | -                              | -                              | -                              | -                     | -                     | 36    | 5     |
| 2001-2002             | AJ Auxerre            | Division 1            | 30          | 3           | 1               | 0               | 2                 | 1                 | -                              | -                              | -                              | -                     | -                     | 33    | 4     |
| 2002-2003             | AJ Auxerre            | Ligue 1               | 37          | 4           | 6               | 1               | -                 | -                 | C1+C3                          | 8+4                            | 0+1                            | -                     | -                     | 55    | 6     |
| 2003-2004             | AJ Auxerre            | Ligue 1               | 37          | 3           | 2               | 0               | 4                 | 1                 | C3                             | 8                              | 1                              | 1                     | 0                     | 52    | 5     |
| 2004-2005             | AJ Auxerre            | Ligue 1               | 24          | 1           | 2               | 0               | 1                 | 0                 | C3                             | 6                              | 1                              | -                     | -                     | 33    | 2     |
| 2005-2006             | AJ Auxerre            | Ligue 1               | 27          | 4           | 2               | 0               | 2                 | 0                 | C3                             | 2                              | 0                              | -                     | -                     | 33    | 4     |
| 2006-2007             | ES Troyes AC          | Ligue 1               | 37          | 3           | 1               | 1               | 1                 | 0                 | -                              | -                              | -                              | -                     | -                     | 39    | 4     |
| 2007-2008             | LB Châteauroux        | Ligue 2               | 17          | 2           | -               | -               | -                 | -                 | -                              | -                              | -                              | -                     | -                     | 17    | 2     |
| 2008-2009             | US Orléans            | CFA                   | 12          | 3           | -               | -               | -                 | -                 | -                              | -                              | -                              | -                     | -                     | 12    | 3     |
| Total sur la carrière | Total sur la carrière | Total sur la carrière | 401         | 52          | 27              | 4               | 21                | 4                 | -                              | 45                             | 5                              | 2                     | 1                     | 496   | 66    |

## Palmarès
Yann Lachuer dispute 309 matches pour 33 buts inscrits en douze saisons de Division 1 et 81 rencontres pour seize buts marqués en quatre saisons 
de Division 2.
Champion de France de Division 3 (groupe Nord) en 1992 avec l'US Créteil, Yann Lachuer emporte la majorité de ses titres avec l'AJ Auxerre. Il gagne avec cette équipe le championnat de France en 1996 ainsi que la Coupe de France 2003 et 2005. Il est finaliste du Trophée des champions en 2003.
Sous les couleurs du Paris Saint-Germain, il gagne le Trophée des champions en 1998 et, avec La Berrichonne de Châteauroux, il est champion de France de D2 en 1997.
Il compte une sélection en 2008 avec l'équipe de Bretagne lors de la rencontre Bretagne-Congo : 3-1.
Comme entraîneur, il remporte avec l'US Orléans, le championnat de France de CFA 2010, Groupe D.